# Mateo Garcia

a Compétitions nationales et continentales officielles uniquement.

b Matchs officiels uniquement.
Dernière mise à jour le 1 juillet 2025.
Mateo Garcia, né le 8 juillet 2002, est un joueur de rugby à XV français évoluant au poste de demi d'ouverture.

## Biographie
Mateo Garcia naît le 8 juillet 2002. 
Après avoir joué en Espoir à l'Aviron bayonnais pendant la saison 2019-2020, il est recruté par l'Union Bordeaux Bègles, d'abord pour l'équipe espoir, puis à partir de la saison 2021-2022 pour jouer en Top 14,. Il est titularisé en Top 14 pour la première fois en février 2022.
En juin 2022, il participe aux Six Nations Summer Series avec l'équipe de France des moins de 20 ans.
Dès octobre 2024, il signe un pré-contrat en faveur du RC Toulon en vue de la saison 2025-2026.